# Hiéroglyphe égyptien M10
Le bouton de lotus, en hiéroglyphes égyptiens, est classifié dans la  section M « Arbres et plantes » de la liste de Gardiner ; il y est noté M10.

## Représentation
Il représente une fleur de lotus bleu (Nymphaea caerulea) en bouton.

## Utilisation
| G21 | H | b | M10 · t |

| G21 | H | b | M10 · t |